# Jeu de négociation
On appelle jeu de négociation un jeu de société où le principal mécanisme des règles est celui des négociations entre les joueurs. Les joueurs doivent se montrer habiles en diplomatie, persuasion voire manipulation. Ces jeux sont souvent des causes de conflits.[réf. nécessaire]

## Exemples de jeux de négociation
Diplomatie, Nomic, Djambi, L'Or des dragons, Junta